# Pietro Alessandro Guglielmi
Pietro Alessandro Guglielmi (9. prosince 1728, Massa – 19. listopadu 1804 Řím) byl italský hudební skladatel, dirigent a sbormistr.

## Život
Základy hudebního vzdělání získal od svého otce Jacopa Guglielmiho (1690–1740), který byl kapelníkem katedrály v Masse a který ho naučil hře na fagot a violu. Později byl žákem svého bratra Domenica (1713–1790), opata a posléze varhaníka a sbormistra katedrály v Masse, u kterého se zejména zdokonalil ve hře na varhany. Díky podpoře Alderana Cyby, vévody z Massy, a později jeho vdovy, Ricciardie Gonzagy, začal v roce 1746 studovat pod vedením Francesca Durante na Conservatorio di Santa Maria di Loreto v Neapoli, kterou dokončil v roce 1750 a dál na škole působil jako učitel.
Konzervatoř opustil pravděpodobně v roce 1754 a rozhodl se věnovat se kariéře operního skladatele. Jeho první opera byla komedie v neapolském dialektu, Lo solachianello 'mbroglione, která byla uvedena na scéně Teatro dei Fiorentini v Neapoli v zimě 1757.
Do roku 1763, kdy zkomponoval pro Teatro Argentina v Římě svou první operu seria Tito Manlio, žil převážně v Neapoli a Římě a napsal řadu komických oper a intermezz pro divadla obou měst. V následujících letech působil v severní Itálii, a to zejména v Benátkách. Představení byla vesměs úspěšná a jeho sláva se rozšířila i za hranice Itálie, takže byl v roce 1762 pozván do Drážďan, aby zde řídil své opery.
Na podzim roku 1767 odešel do Londýna na přání Felice Alessandriho, aby se s ním podělil o místo skladatele a hudebního ředitele Královského divadla Haymarket. Zde ještě téhož roku uvedl pasticcio Tigrane a v následujícím roce zde měla premiéru jeho opera seria Ifigenia in Aulide a dramatická opera I viaggiatori ridicoli tornati in Italia.
V roce 1772 opustil Londýn, město, kde získal své největší úspěchy, a vrátil se do Itálie. Čtyři roky komponoval opery pro divadla v Benátkách, Římě, Turíně a Miláně. Na podzim roku 1776 se vrátil do Neapole, kde zůstal až do roku 1793 a každoročně zde uvedl na scénu až pět oper. V této době se stal oblíbeným i v Rusku, kde byla jeho díla uváděna v letech 1778 až 1800.
Nicméně v Itálii již jeho popularita v soutěži s mladou skladatelskou generací upadala a tak v roce 1793 přijal místo sbormistra slavného sboru Cappella Giulia bazilice sv. Petra v Římě, kde také roku 1804 zemřel. Až do posledních dnů svého života komponoval chrámovou hudbu všeho druhu.
Z jeho osmi synů se hudbě věnovali dva: Pietro Carlo Guglielmi (1763-1827) byl úspěšným imitátorem stylu svého otce a Giacomo Guglielmi se stal oblíbeným zpěvákem.

## Dílo
Guglielmi byl mimořádně plodný autor: napsal více než sto oper, devět oratorií, Requiem, Miserere, moteta, symfonie, komorní skladby, sonáty, skladby pro cembalo a klavír.

### Opery
- Lo solachianello 'mbroglione (dramma giocoso, libreto D. Pignatero, 1757, Neapol)
- Il filosofo burlato (commedia per musica, 1758, Neapol)
- La ricca locandiera (intermezzo, libreto Antonio Palomba, 1759)
- I capricci di una vedova (dramma giocoso, 1759, Neapol)
- La moglie imperiosa (commedia per musica, libreto A. Villani, 1759, Neapol)
- I due soldati (dramma giocoso, libreto Antonio Palomba, 1760, Neapol)
- L'Ottavio (commedia per musica, libreto Gennaro Antonio Federico, 1760, Neapol)
- Il finto cieco (dramma giocoso, libreto Pietro Trinchera, 1761, Neapol)
- I cacciatori (farsetta, podle Carlo Goldoni: Li uccellatori, 1762, Řím)
- La donna di tutti i caratteri (commedia per musica, libreto Antonio Palomba, 1762, Neapol)
- Don Ambrogio (intermezzo, 1762, Neapol)
- Tito Manlio (opera seria, libreto Gaetano Roccaforte, 1763, Řím)
- La francese brillante (commedia per musica, libreto Pasquale Mililotti, 1763, Neapol)
- Lo sposo di tre e marito di nessuna (commedia per musica, libreto Antonio Palomba, 1763, Neapol)
- L'Olimpiade (opera seria, libreto Pietro Metastasio, 1763, Neapol)
- Le contadine bizzarre (farsetta, 1763, Řím)
- Siroe re di Persia (opera seria, libreto Pietro Metastasio, 1764, Florencie)
- Li rivali placati (dramma giocoso, libreto Gaetano Martinelli, 1764, Benátky)
- Farnace (opera seria, libreto Antonio Maria Lucchini, 1765, Řím)
- Tamerlano (opera seria, libreto Agostino Piovene, 1765, Benátky)
- L'impresario d'opera (dramma giocoso, libreto Bartolomeo Cavalieri, 1765, Milán)
- Il ratto della sposa (dramma giocoso, libreto Gaetano Martinelli, 1765, Benátky)
- Adriano in Siria (opera seria, libreto Pietro Metastasio, 1765, Benátky)
- Lo spirito di contradizione (dramma giocoso, libreto Gaetano Martinelli, 1766, Benátky)
- Sesostri (opera seria, libreto Pietro Pariati, 1766, Benátky)
- Demofoonte (opera seria, libreto Pietro Metastasio, 1766, Treviso, Teatro Onigo)
- La sposa fedele (dramma giocoso, libreto Pietro Chiari, 1767, Benátky)
- Antigono (opera seria, libreto Pietro Metastasio, 1767, Milán)
- Il re pastore (opera seria, libreto Pietro Metastasio, 1767, Benátky)
- Ifigenia in Aulide (opera seria, libreto Giovan Gualberto Bottarelli, 1768, Londýn)
- I viaggiatori ridicoli tornati in Italia (dramma giocoso, libreto Giovan Gualberto Bottarelli podle Goldoniho, 1768, Londýn)
- Alceste (opera seria, libreto Ranieri de' Calzabigi, 1768, Milán)
- Ruggiero (opera seria, libreto Caterino Mazzolà, 1769, Benátky)
- Ezio (opera seria, libreto Pietro Metastasio, 1770, Londýn)
- Il disertore (dramma giocoso, libreto Carlo Francesco Badini, 1770, Londýn)
- L'amante che spende (dramma giocoso, libreto Niccolò Tassi, 1770, Benátky)
- Le pazzie di Orlando (dramma giocoso, libreto Carlo Francesco Badini, 1771, Londýn)
- Il carnevale di Benátky, o sia La virtuosa (dramma giocoso, libreto Carlo Francesco Badini, 1772, Londýn)
- L'assemblea (dramma giocoso, libreto Giovanni Gualberto Bottarelli podle La conversazione Carla Goldoniho, 1772, Londýn)
- Demetrio (opera seria, libreto Giovanni Gualberto Bottarelli, 1772, Londýn)
- Mirandolina (dramma giocoso, libreto Giovanni Bertati, 1773, Benátky)
- La contadina superba, ovver Il giocatore burlato (intermezzo, 1774, Řím)
- Tamas Kouli-Kan nell'Indie (opera seria, libreto Vittorio Amedeo Cigna-Santi, 1774, Florencie)
- Gl'intrighi di Don Facilone (intermezzo, 1775, Řím)
- Merope (opera seria, libreto Apostolo Zeno, 1775, Teatro Regio di Torino) společně s Giacomo Davidem
- Vologeso (opera seria, libreto Apostolo Zeno, 1775, Milano)
- La Semiramide riconosciuta (opera seria, libreto Pietro Metastasio, 1776, Neapol)
- Il matrimonio in contrasto (commedia per musica, libreto Giuseppe Palomba, 1776, Neapol)
- Artaserse (opera seria, libreto Pietro Metastasio, 1777, Řím)
- Ricimero (opera seria, podle Francesco Silvani: La fede tradita e vendicata, 1777, Neapol)
- I fuorusciti (commedia per musica, libreto Giuseppe Palomba, 1777, Neapol)
- Il raggiratore di poca fortuna (dramma giocoso, libreto Giuseppe Palombam 1779, Neapol)
- La villanella ingentilita (commedia per musica, libreto Francesco Saverio Zini, 1779, Neapol)
- Narcisso (intermezzo, libreto Giuseppe Palomba, 1779, Neapol)
- La dama avventuriera (commedia per musica, libreto Giuseppe Palomba, 1780, Neapol)
- La serva padrona (dramma giocoso, libreto Gennaro Antonio Federico, 1780, Neapol)
- Le nozze in commedia (dramma giocoso, libreto Giuseppe Palomba, 1781, Neapol)
- Diana amante (serenata, libretto L. Serio podle Endimione Pietra Metastasia, 1781, Neapol)
- I Mietitori (commedia per musica, libreto Francesco Saverio Zini, 1781, Neapol)
- La semplice ad arte (commedia per musica, libreto Giuseppe Palomba, 1782, Neapol)
- La Quakera spiritosa (commedia per musica, libreto Giuseppe Palomba, 1783, Neapol)
- La donna amante di tutti, e fedele a nessuno (commedia per musica, libreto Giuseppe Palomba, 1783, Neapol)
- Le vicende d'amore (intermezzo, libreto Giovanni Battista Neri, 1784, Řím)
- I finti amori (commedia per musica, 1784, Neapol)
- La finta zingara (farsa, libreto Giovanni Battista Lorenzi, 1785, Neapol)
- Le sventure fortunate (farsa, libreto Giovanni Battista Lorenzi, 1785, Neapol)
- La virtuosa in Mergellina (dramma giocoso, libreto Francesco Saverio Zini, 1785, Neapol)
- Enea e Lavinia (opera seria, libreto Giuseppe Sertor, 1785, Neapol)
- L'inganno amoroso (commedia per musica, libreto Giuseppe Palomba, 1786, Neapol)
- Le astuzie villane (commedia per musica, libreto Giuseppe Palomba, 1786, Neapol)
- Lo scoprimento inaspettato (dramma giocoso, libreto V. de Stefano, 1787, Neapol)
- Laconte (opera seria, libreto Giuseppe Pagliuca, 1787, Neapol)
- La pastorella nobile (commedia per musica, libreto Francesco Saverio Zini, 1788, Neapol)
- Arsace (opera seria, Giovanni De Gamerra, 1788, Benátky)
- Rinaldo (opera seria, libreto Giuseppe Maria Foppa, 1789, Benátky)
- Ademira (opera seria, libreto Ferdinando Moretti, 1789, Neapol)
- Gl'inganni delusi (commedia per musica, libreto Giuseppe Palomba, 1789, Neapol)
- Alessandro nell'Indie (opera seria, libreto Pietro Metastasio, 1789, Neapol)
- La serva innamorata (dramma giocoso, libreto Giuseppe Palomba, 1790, Neapol)
- L'azzardo (commedia per musica, 1790, Neapol)
- Le false apparenze (commedia per musica, libreto Giuseppe Palomba, 1791, Neapol)
- La sposa contrastata (commedia per musica, libreto Francesco Saverio Zini, 1791, Neapol)
- Il poeta di campagna (commedia per musica, libreto Francesco Saverio Zini, 1792, Neapol)
- Amor tra le vendemmie (commedia per musica, libreto Giuseppe Palomba, 1792, Neapol)
- La lanterna di Diogene (dramma giocoso, libreto Angelo Anelli, Giuseppe Palomba, 1793, Benátky)
- Gli amanti della dote (farsa, libreto Francesco Saverio Zini, 1794, Lisabon al Teatro Nacional de São Carlos)
- Admeto (opera seria, libreto Giuseppe Palomba, 1794, Neapol)
- La pupilla scaltra (dramma giocoso, 1795, Benátky)
- Il trionfo di Camilla (opera seria, libreto Silvio Stampiglia, 1795, Neapol)
- La Griselda (opera seria, libreto Gaetano Sertor, 1796, Florencie)
- La morte di Cleopatra (opera seria, libreto Simeone Antonio Sografi, 1796, Neapol)
- L'amore in villa (dramma giocoso, libreto Giuseppe Petrosellini, 1797, Řím)
- Siface e Sofonisba (opera seria, libreto Andrea Leone Tottola, 1802, Neapol)

### Další opery připisované Guglielmimu
- Le cantatrici villane
- La conte
- La donna bizzarra
- La donna re la fa
- I due baroni
- Il giavatore
- Mario in Numidia
- Morte di Cesare
- Pirro
- La scelta dello sposo (farsa)
- La serva astuta ed amorosa
- Sposo in periglio

### Oratoria a kantáty
- La madre de' Maccabei (componimento sacro, libreto Giuseppe Barbieri, 1764, Řím)
- Componimento drammatico per le faustissime nozze de S.E. il cavaliere Luigi Mocenigo colla N.D. Francesca Grimani (libreto A. M. Borga, 1766, Benátky)
- Telemaco (componimento drammatico, libreto Giuseppe Petrosellini, 1775, Řím)
- kantáta per il genetliaco della sovrana e l'inaugurazione delle adunanze di una nuova Società Filarmonica (libreto G. Jacopetti, 1776, Massa)
- Diana amante (serenata, libreto Luca Serio, 1781, Neapol)
- La felicità dell'Anfriso (componimento drammatico, libreto Giuseppe Pagliuca, 1783, Neapol)
- Pallade (kantáta, libreto Carlo Giuseppe Lanfranchi-Rossi, 1786, Neapol)
- Debora e Sisara (azione sacra, libreto Carlo Sernicola, 1788, Neapol)
- La Passione di Gesù Cristo (oratorium, 1790, Madrid)
- Aminta (favola boscheraccia, libreto C. Filomarino, 1790, Neapol)
- Il serraglio (kantáta, libreto A. L. Palli, 1790)
- La morte di Oloferne (tragedia sacra, Pietro Metastasio, 1791, Řím)
- Gionata Maccabeo (oratorium, 1798, Neapol)
- Il paradiso perduto, cioè Adamo ed Eva per il loro noto peccato discacciati dal paradiso terrestre (azione sacra, libreto Rasi, 1802, Řím)
- Cantata sagra (libreto A. Grandi, 1802, Řím)
- L'Asmida (kantáta)
- L'amore occulto (kantáta)
- La morte di Abele (oratorium)
- Le lagrime di San Pietro (oratorium)